# انبار ۱۳
انبار ۱۳ (به انگلیسی: Warehouse 13) یک مجموعه تلویزیونی در ژانر فانتزی علمی است که پخش آن از ۷ ژوئیه ۲۰۰۹ در شبکه سای فای آغاز شده‌است.
داستان سریال در مورد دو مأمور ویژه سرویس مخفی آمریکا به نام‌های مایکا برینگ (جوآن کلی) و پیت لتیمر (ادی مک‌کلینتک) است که به انبار مرموز شماره ۱۳ فرستاده می‌شوند که برای جمع‌آوری و محافظت از اشیای ماوراءالطبیعه در داکوتای جنوبی ساخته شده‌است. آن‌ها ابتدا فکر می‌کنند که برای مجازات به این محل فرستاده شده‌اند اما به مرور با فرستاده شدن به دنبال اشیا ماوراءالطبیعه گم شده و تحقیق دربارهٔ آن‌ها به اهمیت کار خود پی می‌برند. در فصل یک اپیزود ۵ آن‌ها به کلودیا داناوان (آلیسون اسکالیوتی) برخورد می‌کنند که به دنبال برادر گمشده خود می‌گردد که در فصل دوم اون به تیم آن‌ها اضافه می‌شود. در فصل سوم اپیزود اول پلیسی به نام استیو جینکز (آرون اشمور) هم به آن‌ها اضافه می‌گردد.

## بازیگران و شخصیت‌ها

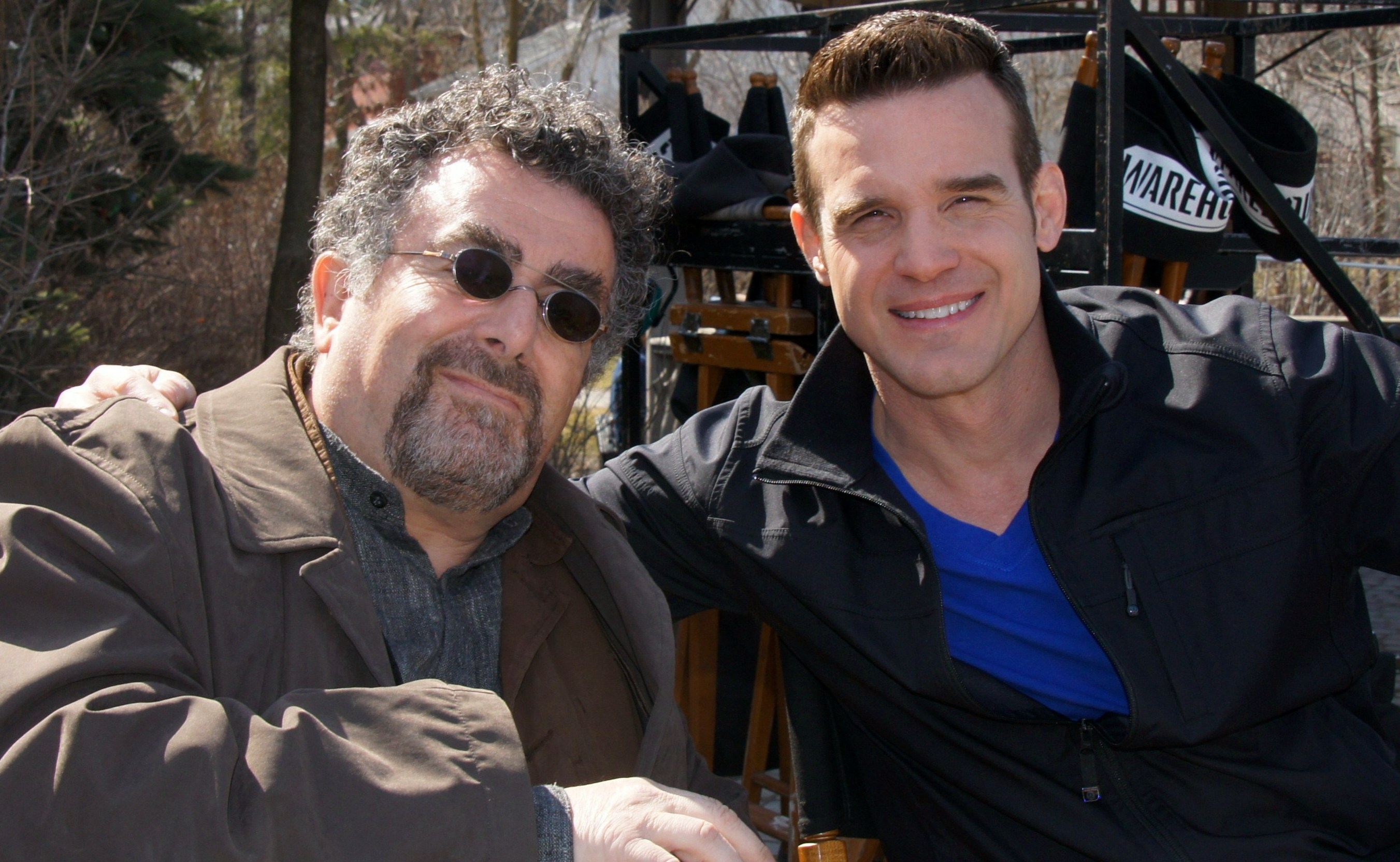
سال روبینک و ادی مک‌کلینتک

- ادی مک‌کلینتک در نقش پیت لتیمر یک مأمور سرویس مخفی آمریکا که به رعایت کردن قانون زیاد پایبند نیست. او ۸ سال است که الکل را کنار گذاشته. همچنین علاقه زیادی به کلوچه دارد.
- جوآن کلی در نقش مایکا برینگ یک مأمور خوب در سرویس مخفی آمریکا که به جزئیات بسیار دقت می‌کند و حافظه تصویری خوبی هم دارد. او همچنین به این علت که در یک کتاب‌فروشی بزرگ شده‌است اطلاعات خوبی از کتاب‌ها دارد.
- سال روبینک در نقش آرتور نیلسن (آرتی) یک مأمور ویژه سابق که مسئولیت انبار ۱۳ را به عهده دارد که قبلاً در بخش رمزنگاری در آژانس امنیت ملی مشغول به کار بوده‌است. او بیش از ۳۰ است که در انبار ۱۳ مشغول به کار است و اطلاعات بسیاری از اشیاء ماوراءالطبیعه دارد.
- جنل ویلیامز در نقش لینا که در نزدیکی انبار یک مکان اقامتی در نزدیک شهر یونیول دارد.
- آلیسون اسکالیوتی در نقش کلودیا داناوان، جوانی است که تقریباً می‌تواند هر کامپیوتری را هک کند و پس از این که به اسرار زیادی از انبار دست یافت به عضویت مأموران انبار درآمد.
- سیمون رینولدز در نقش دنیل دکینسون رئیس پیت و مایکا در واشینگتن است.
- آرون اشمور در نقش استیو جینکز یکی از مأموران انبار ۱۳ که از فصل چهارم به آن‌ها اضافه می‌شود. او توانایی تشخص دروغ را دارد.